# Haining (Gemeinde Ulrichsberg)
Haining ist eine Siedlung in der Gemeinde Ulrichsberg im Bezirk Rohrbach in Oberösterreich.

## Geographie
Die Streusiedlung Haining befindet sich westlich des Gemeindehauptorts Ulrichsberg und gehört zur Ortschaft Stangl. Sie liegt im Einzugsgebiet des Bernbachs. Haining ist Teil der 22.302 Hektar großen Important Bird Area Böhmerwald und Mühltal.

## Kultur und Sehenswürdigkeiten
Die Wanderreitroute Böhmerwald – Große Mühl verläuft durch die Siedlung.